# الدار العالي (يريم)

تعديل مصدري - تعديل

الدار العالي محلة تابعة لقرية حجر ادهان، التابعة لعزلة خودان بمديرية يريم إحدى مديريات محافظة إب في الجمهورية اليمنية.، بلغ تعداد سكانها 62 حسب تعداد اليمن لعام 2004.